# De ce fierbe copilul în mămăligă
De ce fierbe copilul în mămăligă (în maghiară Aglaja) este un film maghiaro-polono-român din 2012 scris și regizat de Krisztina Deák după un roman omonim de Aglaja Veteranyi. Filmul a primit patru premii la Festivalul de Film TV de la Monte Carlo. În rolurile principale au interpretat actorii Eszter Ónodi, Babett Jávor, Piroska Móga și Zsolt Bogdán.

## Distribuție
- Zsolt Bogdán - Țăndărică
- Eszter Ónodi - Sabine
- Piroska Molnár
- Piroska Móga - Aglaja la 15 ani
- Réka Tenki
- András Bálint
- Cecília Esztergályos - Pepita
- Enikö Börcsök - dra. Schnydel
- Balázs Czukor - magician
- Babett Jávor - Aglaja la 5 ani
- Iván Kamarás - Milo
- Marcin Kwasny - reporter
- Kati Lázár - dra. Lili
- Tamás Keresztes - Petru
- Máté Mészáros - polițist
- Adél Jordán - Mary Mistral
- Zoltán Ádok
- Janka Dobi - Ana
- Rákhel Solténszky
- Gergely Kovács - Andre